# Commerce City
Commerce City ist eine Stadt (Home Rule Municipality) im Adams County im US-Bundesstaat Colorado. Sie liegt in der Intermountain Region, einem Teil der Rocky Mountains. Nach der letzten Zählung (Stand: Volkszählung 2020) hat die Stadt 62.418 Einwohner.

## Geschichte
Im Jahr 1859 baute John D. Henderson, genannt Colonel Jack, eine Ranch, eine Poststelle und ein Hotel auf Henderson Island im South Platte River. Heute ist diese Insel Teil des Adams County Regional Park und des Messegeländes. Die ersten Einrichtungen in Commerce City waren Friedhöfe, welche 1876 und 1892 gebaut wurden.
1871 wurde die erste Schule gebaut, welche heute Teil der Adams City High School ist.
1952 wurde Commerce Town mit den Nachbarstädten Adams City und Rose Hill vereint.
Im April 2007 wurde einheitlich beschlossen den Namen Commerce City, der sich bis dato eingebürgert hatte, als offiziellen Stadtnamen weiterzuführen.

## Industrie
In Commerce City befindet sich die Commerce-City-Raffinerie von Suncor. Vor der Vereinigung in 2005 waren es zwei benachbarte Raffinerien, welche unter verschiedenen Betreibern arbeiteten. Suncor formte aus ihnen eine Raffinerie mit einer Kapazität von 90.000 Barrel pro Tag.

## Sport
Im April 2007 wurde mit dem Dick’s Sporting Goods Park ein Fußballstadion eröffnet, das Heimspielort der MLS-Profifußballmannschaft Colorado Rapids und Teil eines Komplexes mit 24 Fußballfeldern und Gebäuden für die Stadtverwaltung ist. Ferner ist die Stadt bekannt für die dort stattfindenden Greyhound-Hunderennen.